# Gerard van der Gucht
Pour les articles homonymes, voir Van der Gucht.
Gerard van der Gucht (1696 – 1776) est un graveur et marchand d'art britannique.

## Biographie
Gerard van der Gucht est né à Londres vers 1696, fils aîné du graveur flamand Michael van der Gucht (en).
Son père lui enseigne la gravure, de même qu'à son frère Jan (ca. 1699 - ca. 1730). Gerard apprend le dessin auprès de Louis Chéron à l'Académie de Saint Martin's Lane avant d'étudier à la Great Queen Street Academy de Godfrey Kneller.
Il va au-delà du style restreint prôné par son père et devient l'un des graveurs les plus importants de Londres en adoptant la méthode française qui consiste à combiner la gravure précise avec des tons mordus par l'acide (au moyen de l'eau-forte ou de l'aquatinte). Il travaille beaucoup auprès de marchands de livres qui lui commandent des gravures de petit format et sans grande importance.
En 1719, il reçoit une commande de James Thornhill pour graver quatre dessins de la coupole de la cathédrale Saint-Paul de Londres,. Il voyage en France et en Italie en 1721, 1722 et 1723.
À la mort de son père en 1725, il hérite de son affaire (appelée « Golden Head », à Queen Street, Bloomsbury). Il se marie avec Mary Liney le 24 août de la même année, avec qui il a entre trente et quarante enfants, parmi lesquels le peintre et marchand d'art Benjamin van der Gucht (en). Il devient l'un des éditeurs d'estampes et d'illustrations de livres les plus importants.
En 1735, il prend part de façon très active aux pétitions des graveurs anglais qui réclament une protection des droits d'auteur étendue aux graveurs de reproduction, l’Engravers' Copyright Act signé grâce à l'action de William Hogarth ne protégeant que les graveurs d'estampes originales. Il obtient gain de cause et tous les auteurs d'estampes sont désormais protégés par la loi.
Lors des seize dernières années de sa vie, sa vie active n'est plus centrée que sur la vente d'estampes, de dessins, de tableaux et de statues, et devient membre de la Society for the Encouragement of Arts, Manufactures, and Commerce, plus connue sous le nom de Royal Society of Arts. En 1758, il s'installe à Vandyke's Head, Lower Brook Street, où il meurt le 18 mars 1776.